# リーハイ・バレー鉄道
リーハイ・バレー鉄道（リーハイ・バレーてつどう、英語: Lehigh Valley Railroad、報告記号はLV）は、アメリカ合衆国北東部において無煙炭の輸送を主な目的として建設された多くの鉄道のうちの1社である。
1846年4月21日にペンシルベニア州において認可され、1847年9月20日付でデラウェア・リーハイ・スクーキル・アンド・サスケハナ鉄道 (Delaware, Lehigh, Schuylkill and Susquehanna Railroad Company) として設立された。1853年1月7日にリーハイ・バレー鉄道へと改称された。その輸送していた無煙炭にちなみ、「黒いダイヤモンドの道」(Route of the Black Diamond) として知られていた。それまで、無煙炭はリーハイ川を船で輸送されていた。鉄道はより速い輸送手段として計画されたものであった。

## 歴史

### 1850年 - 1860年
建設は1850年に、路線の測量と整地工事から始められたが、その進捗は遅く資金は不足していた。1852年にアサ・パッカーがこの会社に投資してから鉄道の発展が始まり、そしてリーハイ・バレー鉄道へと改称した。パッカーの支援とリーダーシップにより、主任技術者のロバート・セイヤーは1855年にモーク・チャンク（現在のジム・ソープ）からデラウェア川沿いのイーストンまでの路線を完成させた。イーストンからは、ペンシルベニア運河デラウェア支線を通じてフィラデルフィアへ、あるいはデラウェア川を通じてニュージャージー州フィリップスバーグへ、そしてそこからモリス運河とセントラル・レールロード・オブ・ニュージャージーを通じてニューヨークの市場へ石炭を出荷することができた。イーストンでは、リーハイ・バレー鉄道はフィリップスバーグのセントラル・レールロード・オブ・ニュージャージーおよびベルビディア・デラウェア鉄道へと連絡するために2階建ての橋を建設した。

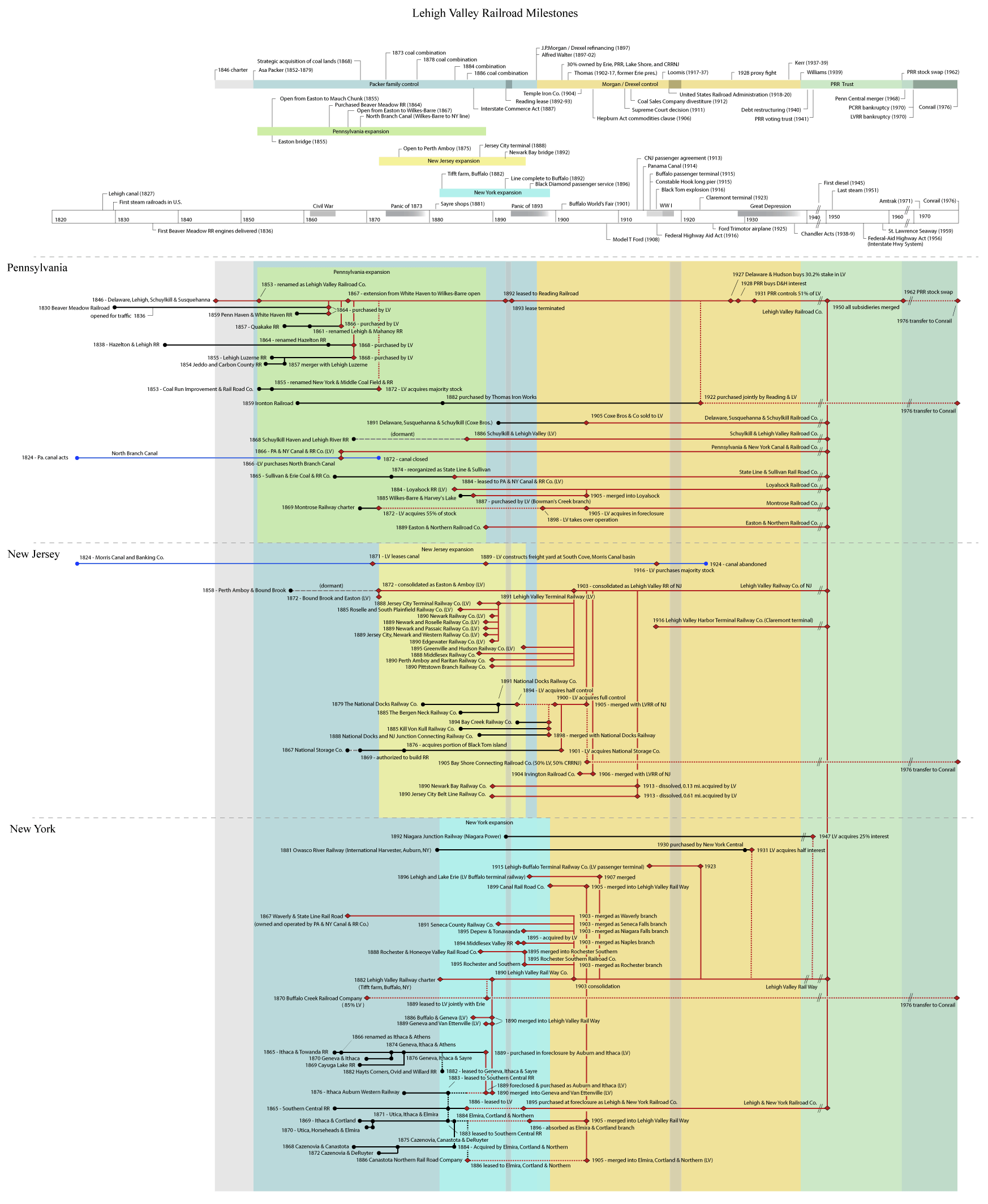
リーハイ・バレー鉄道の主な出来事と合併の歴史

全長46マイル（74 km）のリーハイ・バレー鉄道はモーク・チャンクでビーバー・メドウ鉄道 (Beaver Meadow Railroad) に接続していた。ビーバー・メドウ鉄道は1836年に建設され、ペンシルベニア中部炭田のジーンズビル (Jeansville) から無煙炭をモーク・チャンクにあるリーハイ運河まで輸送していた。25年にわたりリーハイ運河はモーク・チャンクより下流側の輸送を独占しており、各荷主に高い運賃を課していた。リーハイ・バレー鉄道が開業すると、荷主は運河から鉄道へ石炭輸送を転換し始め、開業から2年以内にリーハイ・バレー鉄道は年間40万トンの石炭を輸送するようになった。1859年には19両の機関車と600両の石炭車を保有するようになった。

### 1860年 - 1870年
リーハイ・バレー鉄道は需要をもたらす多くのフィーダー路線の接続を受けて、リーハイ渓谷において急速に幹線となっていった。中部炭田からの石炭は、ビーバー・メドウ鉄道へのフィーダー路線であるクアケーク鉄道、カタウィッサ・ウィリアムズポート・アンド・エリー鉄道、ヘイゼルトン鉄道 (Hazelton Railroad)、リーハイ・ルザーン鉄道 (Lehigh Luzerne Railroad)やそのほかの小さな路線を通じてリーハイ・バレー鉄道へと運ばれた。カタソークア (Catasauqua) では、カタソークア・アンド・フォーゲルズビル鉄道が石炭・鉄鉱石・石灰岩・鉄をトーマス製鉄、リーハイ・クレーン製鉄、リーハイ・バレー鉄工所 (Lehigh Valley Iron Works)、カーボン製鉄 (Carbon Iron Company) などの溶鉱炉へと輸送していた。ベスレヘムからはノース・ペンシルバニア鉄道がフィラデルフィアまで連絡しており、フィリップスバーグからはベルビディア・デラウェア鉄道がトレントンまで連絡していた。ベルビディア・デラウェア鉄道の4フィート10インチ（1,473 mm）軌間に対処するために、両社の鉄道を直通する車両は幅の広い踏面を備えた車輪を使用していた。
1864年から、リーハイ・バレー鉄道はフィーダー路線の鉄道会社を買収して自社の鉄道網へ統合し始めた。最初の買収はビーバー・メドウ鉄道石炭会社とペン・ヘイブン・アンド・ホワイト・ヘイブン鉄道 (Penn Haven and White Haven Railroad) であった。1866年には当初クアケーク鉄道と呼ばれていたリーハイ・アンド・マホノイ鉄道を買収し、1868年にはヘイゼルトン鉄道とリーハイ・ルザーン鉄道とさらなる買収を行った。こうした買収により、リーハイ・バレー鉄道は石炭の輸送だけではなく石炭の採掘権も手に入れた。
1868年の買収は、炭鉱を買収して石炭の生産とその自社線での輸送を確実にするというリーハイ・バレー鉄道の戦略の始まりとなったという点で特筆される。1864年のビーバー・メドウ鉄道の買収でも数百エーカーに及ぶ炭鉱を含んでいたが、北のワイオミング渓谷の炭田で、鉄道会社自ら安価に石炭を採掘・輸送していたデラウェア・アンド・ハドソン鉄道やデラウェア・ラッカワナ・アンド・ウェスタン鉄道からの圧迫を1868年頃には感じるようになっていった。リーハイ・バレー鉄道は、自社の繁栄は残された炭田の買収にかかっているということを認識した。この戦略を追求して、1868年にヘイゼルトン鉄道とリーハイ・アンド・ルザーン鉄道を買収し、1,800エーカーの炭田を手に入れ、さらに追加の土地をリーハイ・バレー鉄道の支線に沿って手に入れていった。それからのほぼ12年にわたり、リーハイ・バレー鉄道は広大な土地を買収した。1870年には13,000エーカー、1872年には5,800エーカー、そして1873年にはマホノイ盆地に広大な土地を借り受けているフィラデルフィア炭鉱会社を買収した。1875年には所有している炭鉱がリーハイ・バレー鉄道の完全子会社のリーハイ・バレー炭鉱会社となった。1893年までにはリーハイ・バレー鉄道は53,000エーカーに及ぶ炭田の土地を所有するかまたは経営していた。
1860年代にはまた、リーハイ・バレー鉄道が北へウィルクスバリまで、そしてサスケハナ川に沿ってニューヨーク州境まで延長された。ワイオミング峡谷北部においてほぼ独占を達成できる好機を見て、1866年にリーハイ・バレー鉄道はサスケハナ川沿いのペンシルベニア運河ノース・ブランチ支線を買収し、これをペンシルベニア・アンド・ニューヨーク運河鉄道会社 (Pennsylvania and New York Canal & Railroad Company) と改称した。鉄道路線の建設はすぐに始まり、1869年にはウィルクスバリからニューヨーク州ウェイバリーまで開通し、そこで広軌のエリー鉄道に石炭を積み替えてバッファローから西部の市場へと出荷した。ウィルクスバリまでの到達に際しては、リーハイ・バレー鉄道はペン・ヘイブン・アンド・ホワイト・ヘイブン鉄道を1864年に買収し、ホワイト・ヘイブンからウィルクスバリまでの延長工事を行って1867年に開通した。1869年の時点で、リーハイ・バレー鉄道はイーストンからウェイバリーまで、ペンシルベニア州を縦貫する連続した鉄道路線を所有していた。1875年にはエリー鉄道の線路に3本目のレールを追加して三線軌条とし、炭鉱からバッファローの港まで車両が直通できるようにするために出資した。

### 1870年 - 1880年

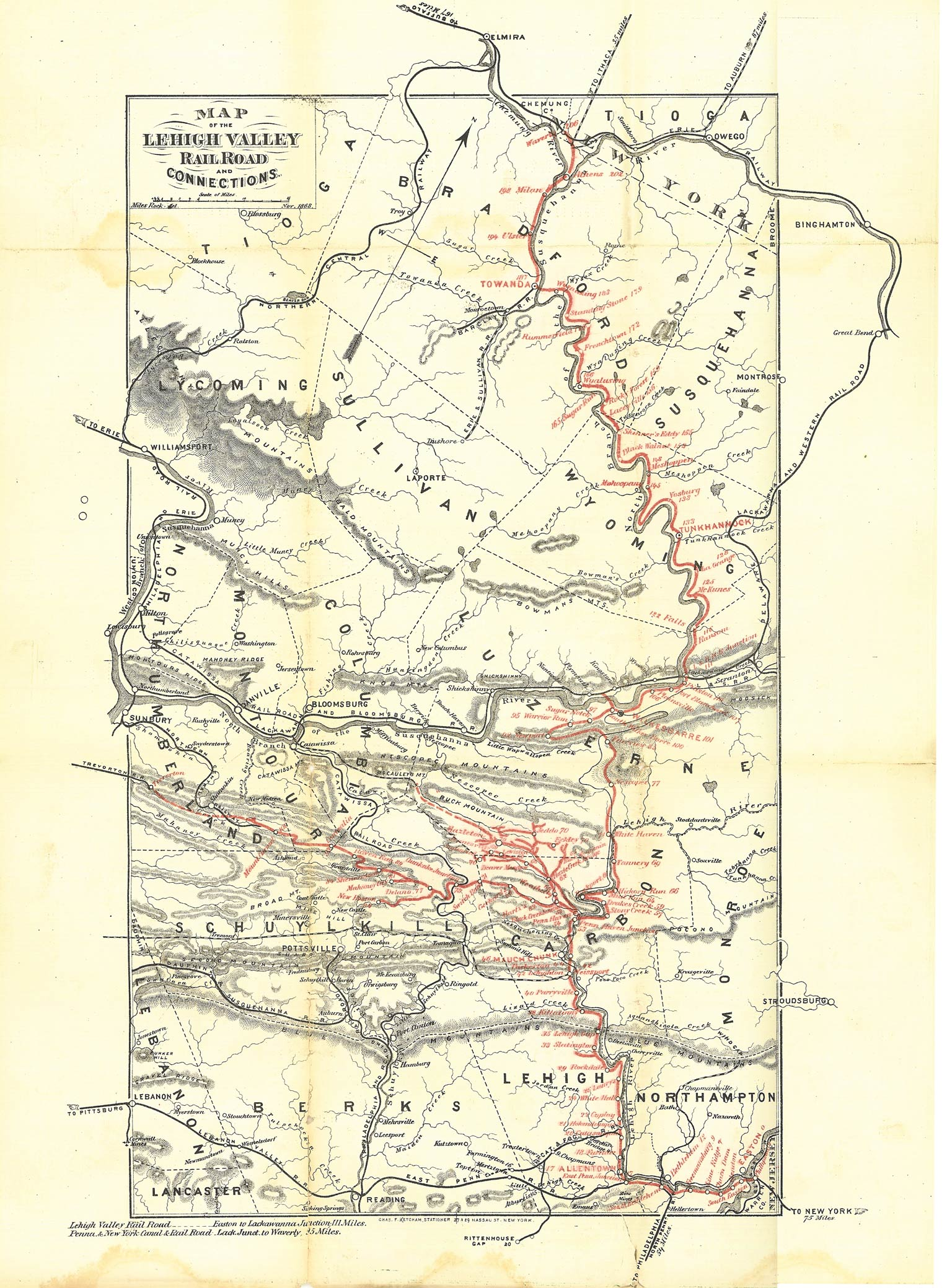
1870年の路線図

1870年代になると、リーハイ・バレー鉄道はニュージャージー州への延伸へと視点を移した。東部においてもっとも重要な市場はニューヨークであったが、リーハイ・バレー鉄道はニューヨークまでの輸送に際してセントラル・レールロード・オブ・ニュージャージーとモリス運河に依存していた。1871年にリーハイ・バレー鉄道は、マンハッタンとハドソン川をはさんで対岸にあるジャージーシティに終点があるという価値のあるモリス運河を借り受けた。アサ・パッカーはニュージャージー・ウェスト・ライン鉄道を支援して、運河の沿線にさらなる土地を購入したが、これはニュージャージー・ウェスト・ライン鉄道をリーハイ・バレー鉄道のターミナルとして利用することを望んでのものであった。この計画はうまくいかなかったが、土地はのちに1889年になってリーハイ・バレー鉄道独自のターミナル駅に活用された。
セントラル・レールロード・オブ・ニュージャージーは、リーハイ・バレー鉄道がニュージャージーを横断する自社線を建設しようとしていることをみて、自社を防衛するためにリーハイ・アンド・サスケハナ鉄道 (Lehigh and Susquehanna Railroad) を借り受けて、石炭輸送の供給源を確保し続けようとした。リーハイ・アンド・サスケハナ鉄道は、リーハイ炭鉱汽船により1837年に路線特許を受けて、運河の上流側終点のモーク・チャンクからウィルクスバリまでを結ぶことを目的としていた。リーハイ・バレー鉄道が開業してからは、リーハイ・アンド・サスケハナ鉄道は1868年にフィリップスバーグまで延伸し、セントラル・レールロード・オブ・ニュージャージーおよびモリス・アンド・エセックス鉄道と連絡した。1871年にはフィリップスバーグからウィルクスバリまでの全線をセントラル・レールロード・オブ・ニュージャージーが借り受けた。ほぼ全線にわたって、リーハイ・バレー鉄道と並行していた。
モリス運河の経路は鉄道用には非現実的であると判明し、リーハイ・バレー鉄道は1872年にニュージャージー州パースアンボイへ通じる休眠免許を保有していたパース・アンボイ・アンド・バウンド・ブルック鉄道 (Perth Amboy & Bound Brook Railroad) を買収し、さらにこれにバウンド・ブルック・アンド・イーストンの新しい路線免許を加えた。これらの鉄道会社は合併してイーストン・アンド・アンボイ鉄道となった。まもなくパース・アンボイに石炭埠頭が建設され、イーストンからパース・アンボイまでのほとんどの区間で路線が整地され線路が敷かれた。しかしこの経路では、パッテンバーグ (Pattenburg) 近くのマスコネットコング山に全長4,893フィート（1,491 m）のトンネルが必要であり、これは難工事となって路線の開通が1875年5月まで遅れることになった。予想されていた輸送量増加に備えて、イーストンにおいてデラウェア川に架かっていた木造の橋が全長1,191フィート (363 m) の鉄製複線の橋に置き換えられた。
リーハイ・バレー鉄道の創業者で指導者であったアサ・パッカーは、1879年5月17日に73歳で死去した。彼の死の時点で、リーハイ・バレー鉄道は年間440万トンの石炭を657マイル (1,057 km) の路線で輸送しており、機関車は235両、石炭車は24,461両、その他の各種貨車を2,000両以上運行していた。30,000エーカー（約12,000ヘクタール）の炭鉱の土地を所有しており、ニューヨーク州およびニュージャージー州へと急速に拡大しつつあった。リーハイ・バレー鉄道は1873年の恐慌にも耐え、業績が回復しつつあった。アサ・パッカーの下で副社長を務めていたチャールズ・ハーツホーン (Charles Hartshorne) へと会社の経営は円滑に引き継がれた。1883年にハーツホーンは引退し、アサ・パッカーの息子で32歳だったハリー・パッカー (Harry Packer) に社長を引き継がせた。1年後、ハリー・パッカーは病気で死去し、アサ・パッカーの甥で51歳のエリシャ・パッカー・ウィルバー (Elisha Packer Wilbur) が社長に選ばれて13年間務めた。

### 1880年 - 1890年

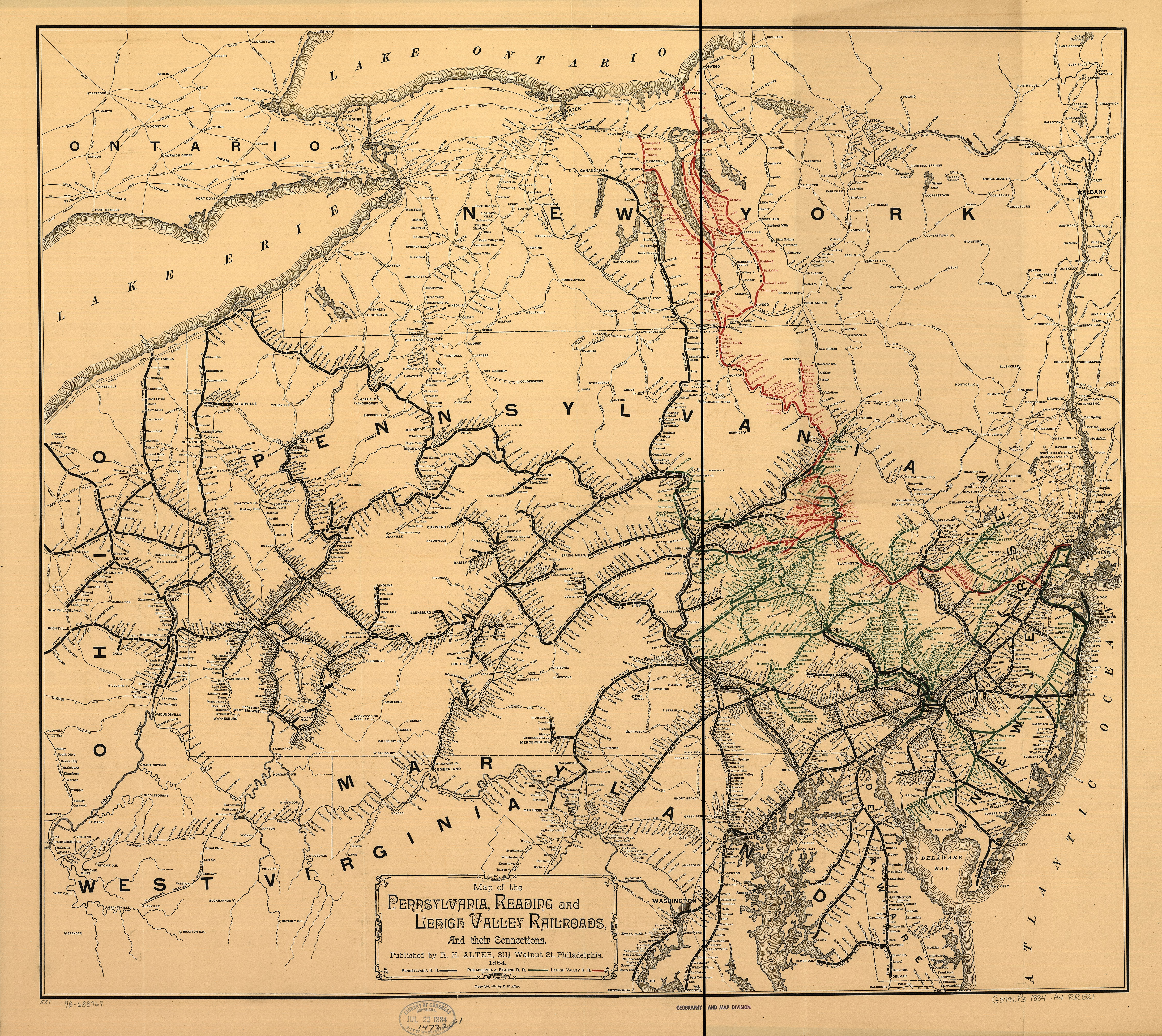
1884年時点でのペンシルバニア鉄道・フィラデルフィア・アンド・レディング鉄道・リーハイ・バレー鉄道の地図

1880年代はさらなる成長の時代となり、リーハイ・バレー鉄道はニューヨーク州において重要な買収を成し遂げて路線網をそれまではレディング鉄道がほぼ独占していたペンシルベニア州南部の炭田地帯へと伸ばし、またジャージーシティにおけるターミナル施設をめぐるセントラル・レールロード・オブ・ニュージャージーとの争いに勝利した。
バッファローにあるエリー湖に面する港は、リーハイ・バレー鉄道にとって石炭を西部の市場に出荷し、また西部から東部の市場へ出荷される穀物を受け取るためにとても重要であった。1870年にはリーハイー・バレー鉄道はエリー鉄道と湖岸を結ぶ全長2マイル (3.2 km) のバッファロー・クリーク鉄道 (Buffalo Creek Railroad) に投資し、またバッファロー川にリーハイ船渠を建設していたが、ウェイバリーからバッファローまでの連絡はエリー鉄道に頼っていた。1882年にリーハイ・バレー鉄道はニューヨーク州内において大規模な路線拡大を開始した。まず、バッファローにおいてターミナル施設として使うために広大なティフト農場 (Tifft farm) を購入し、リーハイ・バレー鉄道に対する路線特許をニューヨーク州から得た。そして1887年にはウェイバリーから北へフィンガー湖沼群地方へ至る路線を保有していたサザン・セントラル鉄道 (Southern Central Railroad) を借り受けた。同時に、リーハイ・バレー鉄道はセネカ湖の北岸からバッファローまでの建設のためにバッファロー・アンド・ジュニーバ鉄道 (Baffalo and Geneva) を設立した。最終的に1889年に、リーハイ・バレー鉄道はジュニーバ・イサカ・アンド・セイアー鉄道 (Geneva, Ithaca, and Sayre Railroad) の支配権を得て、ニューヨーク州における路線を完成させた。こうした借受や買収の結果として、リーハイ・バレー鉄道はフィンガー湖沼群地方における輸送の独占を確立した。
リーハイ・バレー鉄道はさらにペンシルベニア州において成長し続け、路線を拡大していた。1883年にリーハイ・バレー鉄道は北東ペンシルベニア州において土地を購入し、ザ・グレン・サミット・ホテル・アンド・ランド (The Glen Summit Hotel and Land Company) という名前の子会社を設立した。この会社はペンシルベニア州グレン・サミットにグレン・サミットホテルという名のホテルを開業し、鉄道の旅客へ食事を提供した。周辺の山荘の住民によって買収された1909年まで、このホテルは経営された。
またペンシルベニア州においてリーハイ・バレー鉄道は、スクーカル・ヘイブン・アンド・リーハイ・リバー鉄道 (Schuykill Haven and Lehigh River Railroad) がかつて保有していた路線特許を1886年に手に入れるという勝利を得た。この路線特許は1860年からレディング鉄道によって保有されてきたもので、南部炭田における独占を維持するためにその建設を阻止してきたものであった。この南部炭田はペンシルベニア州において最大の無煙炭の埋蔵量があり、最大の生産量を占めていた。レディング鉄道はうっかりしてこの路線特許を失効させてしまい、リーハイ・バレー鉄道によってこれを取得されてしまい、すぐにスクーカル・アンド・リーハイ・バレー鉄道 (Schuykill and Lehigh Valley Railroad) が建設されることになった。この路線によってリーハイ・バレー鉄道はペンシルベニア州ポッツビルへ、そしてスクーカル川の谷への経路を手に入れることになった。

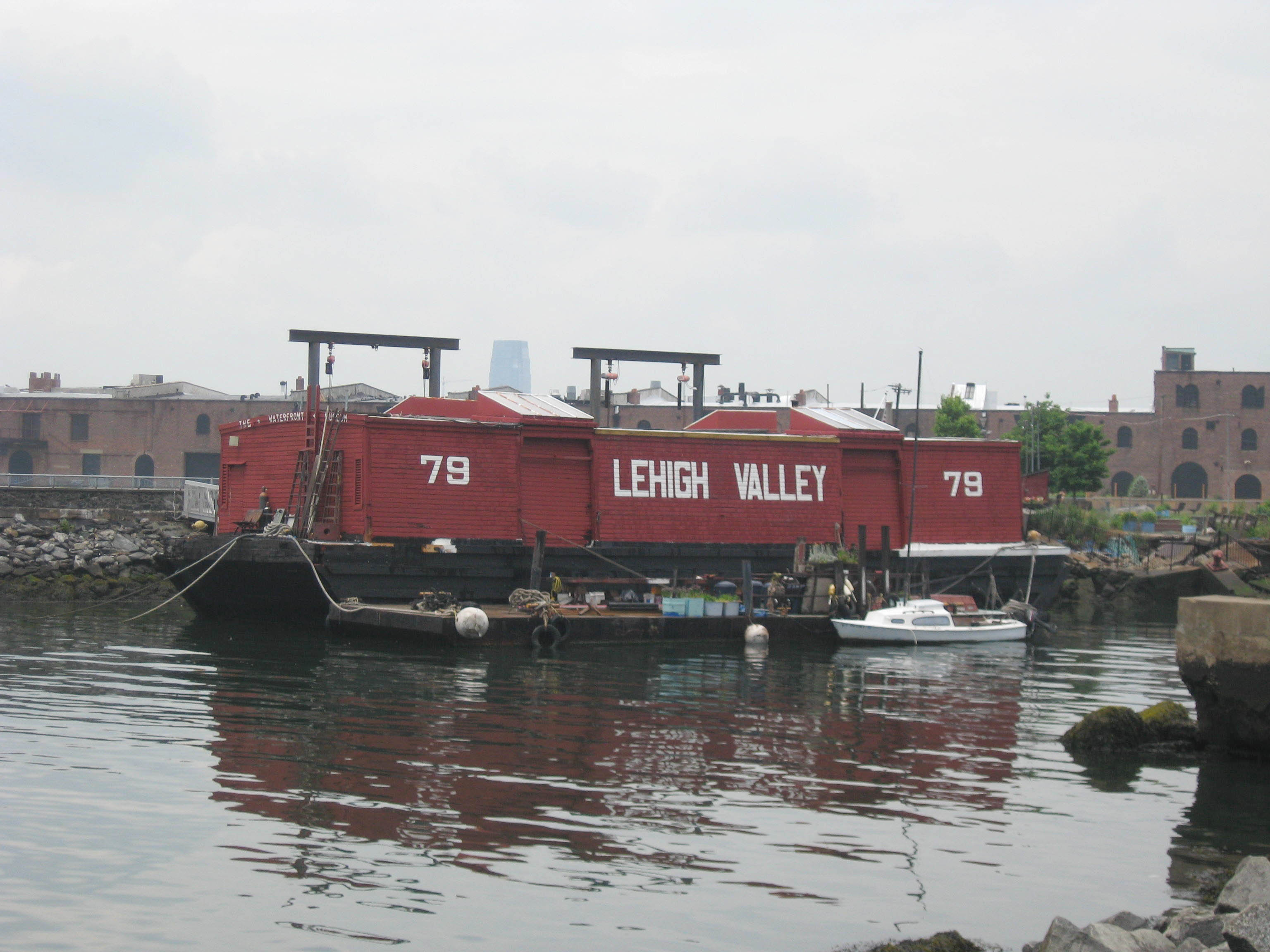
79番艀、現在はサウス・ブルックリンにおける博物館となっている

ニュージャージー州では、リーハイ・バレー鉄道はジャージーシティのターミナル設備を巡って、セントラル・レールロード・オブ・ニュージャージーと10年に及ぶ法廷闘争を開始した。アサ・パッカーが1872年に購入した土地はモリス運河の南側に位置していたが、これに隣接してすでに自社の施設を保有していたセントラル・レールロード・オブ・ニュージャージーは、リーハイ・バレー鉄道の権利に異議を唱え、自社のターミナル施設のためにセントラル・レールロード・オブ・ニュージャージーが埋め立てた土地を一部含んでいると主張していた。最終的に1887年に両社は和解に達し、リーハイ・バレー鉄道のジャージーシティにおける貨物ターミナルの建設が開始された。リーハイ・バレー鉄道は、1889年に開業したこの貨物ターミナルへのアクセスに、セントラル・レールロード・オブ・ニュージャージーの線路を5年間使う権利を得た。貨物ターミナルはモリス運河に面しており、600フィート (180 m) の長さの桟橋が何本も沿岸から突き出していたが、しかし操車場として使うにはあまりに狭かったため、リーハイ・バレー鉄道は列車を組成するためにニューアークにオーク・アイランド操車場を建設した。このサウス・ベースン駅は船渠や車両用艀を備えており貨物専用として使われていた。旅客列車はペンシルバニア鉄道のターミナル駅そしてフェリーへと回されていた。
その一方で、リーハイ・バレー鉄道はイーストンとアンボイを結ぶ路線をジャージーシティへと接続するためにいくつかの鉄道の建設に着手した。ローゼル・アンド・サウス・プレインフィールド鉄道は1887年に開業し、セントラル・レールロード・オブ・ニュージャージーとローゼルで連絡した。ニューアーク・アンド・ローゼル鉄道は1891年に開通してローゼルからニューアークまで路線が伸び、旅客はここでペンシルバニア鉄道に連絡した。ニューアーク湾に橋を架けるのは難しく、リーハイ・バレー鉄道はまずグリーンビルで線路建設のための土地を入手しようとしたが、ペンシルバニア鉄道が必要とされる土地のほとんどを買い占めてこれを妨害した。続いてセントラル・レールロード・オブ・ニュージャージーがケイブン・ポイント (Caven Point) において路線が交差することに反対を唱えた。最終的に法廷闘争を解決した後、ジャージーシティ・ニューアーク・アンド・ウェスタン鉄道によって1892年にニューアーク湾に橋を架けて、リーハイ・バレー鉄道が部分的に所有しまた貨物ターミナルへと接続しているナショナル・ドックス鉄道へと連絡した。1895年にリーハイ・バレー鉄道は、線路容量を救済しジャージーシティまで完全に自社線を得るために、ナショナル・ドックス鉄道と並行してグリーンビル・アンド・ハドソン鉄道 (Greenville and Hudson Railway) を建設した。最終的に1900年にナショナル・ドックス鉄道を完全に買収した。

### 1890年 - 1900年 - レディング鉄道による借り受け
1890年代はリーハイ・バレー鉄道にとって混乱の時期であった。この10年間は、バッファローとジャージーシティにおけるターミナル設備の完成と、ニューヨーク州を横断する幹線の確立で始まったものの、間もなくパッカー家が会社の所有権を失うことになる商取引に巻き込まれることになった。
石炭輸送は常に事業の柱であったが、生産も競争も増大し景気が循環するために、常に好況と不況の波があった。炭鉱地帯の鉄道は1873年に、生産量を調整し各鉄道に量を割り当てる企業間連合を形成し始めた。供給をコントロールすることにより、炭鉱企業は価格と利益率を高く維持しようとした。いくつかの企業間連合が作られたが、協定を破棄する会社が現れたためにどれも成功しなかった。こうした企業間連合の最初のものは1873年におこり、続いて1878年、1884年、1886年におこった。石炭は事業にとって重要であったため、消費者は当然ながらこのカルテル行為を嫌い、1887年に議会は州際通商委員会法を制定して、鉄道会社がこうした企業間連合に参加することを禁じた。鉄道会社は実質的にこの法律を無視して、販売担当者が面会して価格を設定することができたものの、こうした協定が長く実効性を持つことはなかった。
1892年にレディング鉄道はこれに対する解決策を考えた。炭鉱地帯の鉄道の間で協定を維持しようとするのではなく、主要な路線を買収するか借り受けるかして独占を形成してしまえばよいと考えたのである。レディング鉄道はセントラル・レールロード・オブ・ニュージャージーとリーハイ・バレー鉄道を借り受け、これらの会社の炭鉱部門を買収し、デラウェア・ラッカワナ・アンド・ウェスタン鉄道と協力の手配を整えて、取引の70パーセントを支配した。しかし、これは無理をし過ぎており1893年には債務を返済できなくなった。レディング鉄道の破綻は経済的な混乱をもたらし、1893年恐慌の引き金を引いた。これによりリーハイ・バレー鉄道は借り受けの契約を破棄して自社での運営を再開しなければならなかったが、1904年まで株に配当を払うことができなかった。1893年からの不況は深刻で、1897年の時点でリーハイ・バレー鉄道は支援を必要としていた。銀行家のジョン・モルガンがリーハイ・バレー鉄道の債務整理に着手し、この過程で鉄道の支配権を握った。1897年に社長のエリシャ・ウィルバーや数名の取締役を失脚させ、モルガンの会社はアルフレッド・ウォルター (Alfred Walter) を社長に就任させ、数名の取締役を送り込んだ。1901年にモルガンは、いずれもモルガンが株式を保有する、エリー鉄道、ペンシルバニア鉄道、レイク・ショア・アンド・ミシガン・サザン鉄道、デラウェア・ラッカワナ・アンド・ウェスタン鉄道、セントラル・レールロード・オブ・ニュージャージーなどと共同でパッカーの不動産会社を買収するように整えた。新たに選ばれた社長はエリー鉄道出身のエベン・トーマス (Eben Thomas) となり、彼の取締役会はこれらの鉄道の共通利益を代表した。
石炭のカルテルを実現しようとする最後の試みは1904年にあり、テンプル製鉄 (Temple Iron Company) の設立となった。テンプル製鉄はそれまで零細企業にすぎなかったが、持ち株会社として活動できる広範な綱領をたまたま持っていた。破産管財を終えたレディング鉄道はこの会社を買収し、他の炭鉱地帯の鉄道をこの協定へ巻き込んだ。レディング鉄道は30パーセント、リーハイ・バレー鉄道は23パーセント、デラウェア・ラッカワナ・アンド・ウェスタン鉄道は20パーセント、セントラル・レールロード・オブ・ニュージャージーは17パーセント、エリー鉄道は6パーセント、ニューヨーク・サスケハナ・アンド・ウェスタン鉄道は5パーセントの割合であった。テンプル製鉄の目的は石炭の生産と供給を管理することであった。議会は1906年にヘプバーン法の制定に動き、鉄道会社が輸送している商品を支配する企業を所有することを禁じた。長く続けられた反トラストの捜査活動と法的手段により、1911年にリーハイ・バレー鉄道に対して1868年以来所有してきた炭鉱部門を売却するように命じる最高裁決定につながった。リーハイ・バレー鉄道の株主は、分割されたリーハイ・バレー炭鉱の株式を受け取ったが、鉄道部門は自社の最大の顧客に対して生産・契約・販売の面で何の支配権もなくなった。

### 1900年 - 1920年
幸運にも穀物の輸送量が増大し、リーハイ・バレー鉄道は大量の穀物をバッファローからフィラデルフィアへ、そしてほかの東部の市場へと輸送した。また、1914年にはパナマ運河が開通し、南アメリカからベスレヘム・スチールへ向けて出荷される鉄鉱石の輸送という重要な新しい業務を得た。この新しい海洋に対する輸送を取り扱うために、リーハイ・バレー鉄道はコンステーブル・フックに新しく巨大な桟橋を建設して1915年に開業し、またクレアモントに新しいターミナル（ポート・ジャージー）を建設し1923年に開業した。
また1915年にはバッファローに旅客ターミナルも建設した。1896年以来、リーハイ・バレー鉄道はフィンガー湖沼群やバッファローまで、ブラック・ダイヤモンドという名前の急行列車を運行していた。さらに別の旅客列車もフィラデルフィアからスクラントンやそこから西へ運行されていた。当初から、リーハイ・バレー鉄道のニューヨークへの旅客は、ジャージーシティにおいてペンシルバニア鉄道のターミナル駅とフェリーを利用してきた。しかし1913年にペンシルバニア鉄道はこの契約を終了させたため、リーハイ・バレー鉄道はセントラル・レールロード・オブ・ニュージャージーと契約してそのターミナル駅とフェリーを利用することになり、増加する旅客を扱うために設備が拡張された。
1914年から1918年にかけての戦時中にリーハイ・バレー鉄道は、1900年にナショナル・ドックス鉄道とともに取得したブラック・トム島の設備で兵器や爆発物の取り扱いを行っていた。1916年にこの設備ですさまじい大爆発が発生し、船舶や設備を破壊しマンハッタンの建物の窓ガラスを割った。この件は当初事故であると判断されたが、長い捜査の末最終的にこの爆発はドイツの破壊工作によるものであると結論付けられ、1979年までかかって賠償金が払われた（ブラック・トム大爆発）。
アメリカ合衆国が第一次世界大戦に参戦した後、ストライキを防ぐためにアメリカの鉄道網は国有化された。アメリカ合衆国鉄道管理局が1918年から1920年まで鉄道を管理し、それから再び民間の手に管理が戻された。リーハイ・バレー鉄道にとっての利点としては、政府が購入した多くの新しい車両を手に入れたことが挙げられる。

### 1920年 - 1930年
1920年代を通じて、リーハイ・バレー鉄道はモルガン/ドレクセル銀行の所有下にあったが、1928年にその手から所有権を奪おうとする動きがあった。1927年にデラウェア・アンド・ハドソン鉄道の社長レオノア・ロリーは、ウォーバッシュ鉄道、バッファロー・ロチェスター・アンド・ピッツバーグ鉄道、リーハイ・バレー鉄道からなる、東西を結ぶ5本目の幹線を形成するという考えを着想した。デラウェア・アンド・ハドソン鉄道が発行した債券によりリーハイ・バレー鉄道の株式の30パーセントを買い付け、またほぼ半数の株主からの支持を得た。1928年にロリーは、新しい社長と取締役を送り込もうと試みた。これにより大規模なプロキシーファイトが発生し、それまでの社長エドワード・ルーミス (Edward Eugene Loomis) がJ.P.モルガンのエドワード・ストーツベリーの支援によりかろうじて地位を保つことができた。
構想に失敗して、デラウェア・アンド・ハドソン鉄道は持ち株をペンシルバニア鉄道へ売却した。その後数年間にわたり、ペンシルバニア鉄道は、直接および子会社（主にウォーバッシュ鉄道）を通じてひそかに株式を買い増していった。1931年までにペンシルバニア鉄道は、リーハイ・バレー鉄道の株式の51パーセントを握った。ルーミスが1937年に亡くなった後、社長はルーミスの補佐であったダンカン・カー (Duncan Kerr) へと引き継がれた。しかし1940年にアルバート・ウィリアムズ (Albert Williams) に代わり、リーハイ・バレー鉄道はペンシルバニア鉄道の影響下に置かれるようになった。1941年にペンシルバニア鉄道は、ウォーバッシュ鉄道の買収に関するニューヨーク・セントラル鉄道との協定により、自社の保有するリーハイ・バレー鉄道の株式を議決権信託に委ねることになった。

### 衰退と経営破綻

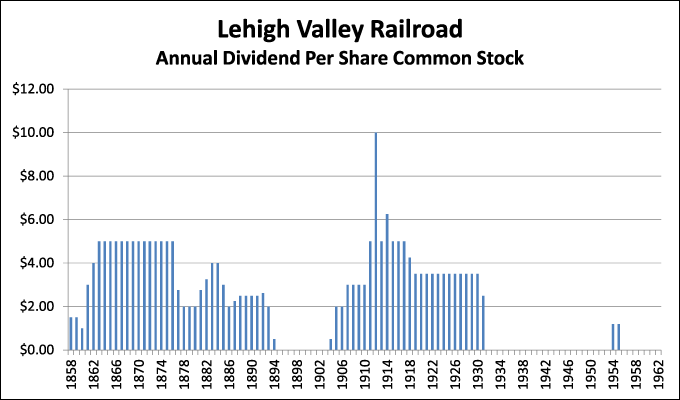
リーハイ・バレー鉄道の毎年の配当額の推移

世界恐慌後、リーハイ・バレー鉄道には繁栄の時期もいくらかあったが、明らかにゆっくりとした衰退を始めていた。旅客は列車より自動車の利便性を好んでいたし、航空機もまた列車より速い長距離輸送手段となっていた。燃料としては石油やガスが石炭を置き換えていた。世界恐慌ではすべての鉄道が経営難に直面し、議会は倒産法の改定が必要であると認識した。1938年から1939年にかけてのチャンドラー法では、鉄道にとって新しい救済の形態を規定していた。鉄道会社は運行を続けながら財務再編を行うことができた。リーハイ・バレー鉄道は巨額の借入金が期限に達した1940年にそうした財務再編の認可を受けた。この再編により借入金の満期を繰り延べることができたが、1950年にこの再編をもう一度繰り返す必要があった。この再編の期間中、1953年まで配当金の支払いは不可能となっており、1953年に1931年以来の配当の支払いを行った。1957年にリーハイ・バレー鉄道は再び配当の支払いを停止した。
1950年代にはとどめを刺す出来事が2件発生した。1956年に連邦補助高速道路法が制定されたことと、1959年にセントローレンス海路が開通したことである。州間高速道路網はトラック産業は戸口から戸口への貨物輸送サービスを提供する支援となり、またセントローレンス海路では穀物の出荷を鉄道を経由せずに直接海外市場へ送り出すことが可能となった。東部の鉄道会社は1960年代には存続をかけてもがいていた。ペンシルバニア鉄道は1962年に州際通商委員会に対して、リーハイ・バレー鉄道の株式をペンシルバニア鉄道の株式と交換して完全に支配下に収めること、1941年以来の議決権信託を廃止することの承認を求めた。ペンシルバニア鉄道はリーハイ・バレー鉄道の発行済み株式の85パーセント以上を手に入れ、これ以降リーハイ・バレー鉄道はペンシルバニア鉄道の一部門であるも同然となった。ペンシルバニア鉄道は1968年にニューヨーク・セントラル鉄道と合併してペン・セントラル鉄道となったが、ペン・セントラル鉄道は1970年に経営破綻し、東部の鉄道会社に連鎖倒産をもたらした。
1970年6月21日、ペン・セントラル鉄道は破産を宣言して破産保護を求めた。結果として、ペン・セントラル鉄道はリーハイ・バレー鉄道を含めて多くの北東部鉄道に対して、貨車の使用やその他の運営にかかわる費用の支払い義務を繰り延べされた。これに対して他の会社がペン・セントラル鉄道に対して支払う必要がある費用は繰り延べされなかった。この収支の不均衡は既に経営難であったリーハイ・バレー鉄道にとって致命的であり、ペン・セントラル鉄道よりほぼ1か月遅れて1970年7月24日に破産を宣言した。この日付はしばしば、ロバート・アーチャーの書いたリーハイ・バレー鉄道に関する決定的な著作「ザ・ルート・オブ・ザ・ブラック・ダイヤモンド」の誤りにより6月24日と取り違えられている。
リーハイ・バレー鉄道はこの当時一般的であったように倒産後も1970年を通じて運行を続けた。1972年には、同様に倒産した競合の石炭輸送鉄道であるセントラル・レールロード・オブ・ニュージャージーのペンシルベニア州における残りの路線を引き継いだ。この2社は、ウィルクスバリからニューヨークまでほとんどの区間で並行して路線を持っていたため、費用節減のために1965年にこの地域で路線共有の協定を結んでいた。

## 残存路線
倒産したリーハイ・バレー鉄道の資産の主要な部分は、1976年にコンレールに継承された。これは主に本線と関連する支線、バン・エッテン分岐点からオーク・アイランドまで、バン・エッテン分岐点からイサカまで、ケイユーガ湖線への接続、そしてニューヨーク州レイクリッジにおけるミリケン発電所への路線、ジュニーバ、バタビア、オーバーン、コートランドにおける短い区間などで構成されていた。これに加えて、ジュニーバからビクターまでの区間(のちにショーツビルからビクターまでに短縮）と、バン・エッテン分岐点からの短い区間がコンレールの運行の下リーハイ・バレー・エステートに残された。ショーツビルからビクターまでの区間は1979年にオンタリオ・セントラル鉄道となった。ほとんどの鉄道車両はコンレールに継承されたが、24両の機関車は代わりにデラウェア・アンド・ハドソン鉄道へ継承された。残りの資産は管財人によって、ペン・セントラル鉄道に1980年代に吸収されるまでに処分された。
ニュージャージー州を横断する本線とオーク・アイランド操車場への路線は、ノーフォーク・サザン鉄道・CSXトランスポーテーションおよびコンレール・シェアード・アセッツ・オペレーションズにとって重要な区間となっている。この区間はアムトラックに継承された旧ペンシルバニア鉄道/ペン・セントラル鉄道の電化された北東回廊を迂回する経路として重要である。リーハイ・バレー鉄道のその他の残存区間はほとんどが支線として存続し、あるいはショートラインや地域の事業者に売却された。こうした事業者としては以下のような会社がある。
- フィンガー・レイクス鉄道（英語版）
- ジェネシー・バレー・トランスポーテーション（英語版）
- リボニア・エイボン・アンド・レイクビル鉄道（英語版）
- ニューヨーク・サスケハナ・アンド・ウェスタン鉄道（英語版）
- レディング・ブルー・マウンテン・アンド・ノーザン鉄道（英語版）

## 機関車

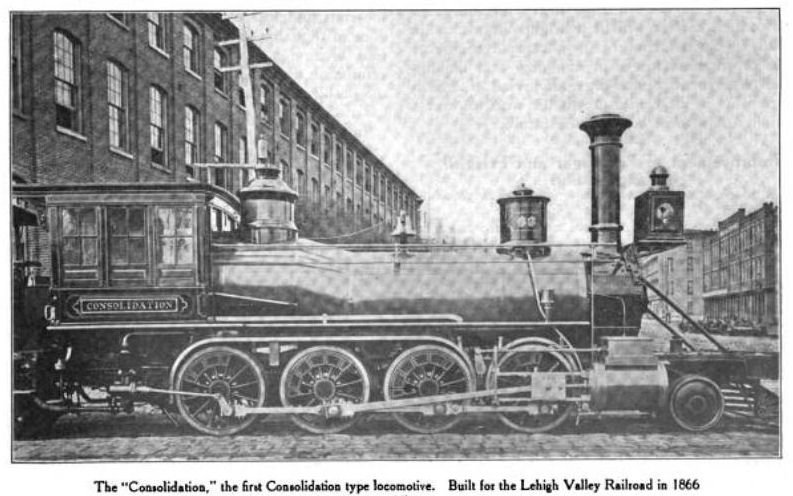
1866年のコンソリデーション型機関車63号

リーハイ・バレー鉄道が最初の購入した機関車は「デラウェア号」で、フィラデルフィアのリチャード・ノリス・アンド・サンズ1855年製で、薪を燃やす車軸配置4-4-0の機関車であった。同様にノリス・アンド・サンズ製の4-4-0「カタソークア」、4-6-0「リーハイ」と続いた。1856年にマサチューセッツ州タウントンのウィリアム・メイソンから4-4-0の「E.A.パッカー」を購入した。これ以降、リーハイ・バレー鉄道はボールドウィン・ロコモティブ・ワークスおよびウィリアム・メイソン製の機関車を好んだが、同社の路線にあった急勾配を走ることができる機関車の設計に関して様々な試作を行っていた。
1866年には主任技術者のアレクサンダー・ミッチェル (Alexander Mitchell) は車軸配置2-8-0の「コンソリデーション型」を設計し、ボールドウィンで製造して、のちにこれは世界中で標準的な貨物機関車の形式となった。車軸配置2-8-0の機関車は重い貨物列車を牽引するに充分な牽引力を発揮し、かつ曲線をこなせるに充分軸距が短かった。
1945年には最初の本線用ディーゼル機関車、EMD FT型ディーゼル機関車が導入された。1948年にはアルコPA型がすべての旅客列車において蒸気機関車を置き換えた。1951年9月14日、リーハイ・バレー鉄道で最後の蒸気機関車の運行が行われ、ミカド型の432号がペンシルベニア州デラノで火を落とした。

## 旅客営業
リーハイ・バレー鉄道は第二次世界大戦後の時期、いくつかの愛称付列車を運行していた。
- 列車番号11「ザ・スター」(The Star)
- 列車番号4「ザ・メジャー」(The Major)
- 列車番号7/8「ザ・メイプル・リーフ」(The Maple Leaf)
- 列車番号9/10「ザ・ブラック・ダイヤモンド」(The Black Diamond)
- 列車番号23/24「ザ・リーハイトン・エクスプレス」(The Lehighton Express)
- 列車番号25/26「ジ・アサ・パッカー」（The Asa Packer、創業者の名前にちなむ）
- 列車番号28/29「ザ・ジョン・ウィルクス」(The John Wilkes)

ディーゼル機関車時代になってからのリーハイ・バレー鉄道での主な旅客列車の機関車は、アルコPA-1型で、この車両をリーハイ・バレー鉄道は14両保有していた。これらの機関車は貨物運用にも用いられた。必要な場合にはPA型を補うためにFA-2型、FB-2型も購入した。これらの機関車ではFA型に蒸気発生装置が搭載されていたが、FPA-2型には分類されていなかった。
旅客の減少により、リーハイ・バレー鉄道は州際通商委員会に対してすべての旅客営業を廃止することを申し立てて認められた。これは1961年2月4日に実施された。支線においてはバッド レールディーゼルカーの運行がさらに4日間継続された。1961年2月から間もなくに時期に、ほとんどの旅客用車両は解体されたものと考えられている。会社の事業用車として残されなかった車両のなかでもっとも役に立つ車両は、他の鉄道会社に売却された。

## リーハイ・バレー鉄道歴代社長
- ジェイムズ・マディソン・ポーター（1847年 - 1856年）
- ウィリアム・ロングストレス（William Longstreth、1856年）
- ギリングハム・フェル（Gillingham Fell、1856年 - 1862年）
- アサ・パッカー（英語版）（1862年 - 1864年）
- ウィリアム・ロングストレス（1864年 - 1868年）
- アサ・パッカー（1868年 - 1879年）
- チャールス・ハーツホーン（Charles Hartshorne、1879年 - 1882年）
- ハリー・パッカー（Harry Packer、1882年 - 1884年）
- エリシャ・ウィルバー（Elisha Wilbur、1884年 - 1897年）
- アルフレッド・ウォルター（Alfred Walter、1897年 - 1902年）
- エベン・トーマス（Eben Thomas、1902年 - 1917年）
- エドワード・ルーミス（英語版）（1917年 - 1937年）
- ダンカン・カー（Duncan Kerr、1937年 - 1939年）
- R.W.バーレット（R.W. Barrett、1939年）
- アルバート・ウィリアムズ（Albert Williams、1939年 - 1941年）
- リベル・ブラウン（Revelle Brown、1941年 - 1944年）
- フェリックス・ジェラード（Felix Gerard、1944年 - 1947年）
- セドリック・メジャー（Cedric Major、1947年 - 1960年）
- C.W.ベイカー（C.W.Baker、1960年）
- コルビー・チェスター（Colby Chester、1960年 - 1962年） - 会長、ペンシルバニア鉄道の買収まで社長職は空席
- アラン・グリーナウ（Allan Greenough、1962年 - 1965年）
- ジョン・フランシス・ナッシュ（英語版）（1965年 - 1970年） - 8月から1974年12月まで破産管財人
- ロバート・ハルデマン（Robert Haldeman、1970年 - 1976年） - 1974年12月から1976年4月まで破産管財人